# گل خون
گل خون، سوسن سرخ (نام علمی: Scadoxus multiflorus) نام یک گونه از تیره نرگسیان است.